# Loc-Envel
Loc-Envel település Franciaországban, Côtes-d’Armor megyében. Lakosainak száma 74 fő (2022. január 1.). Loc-Envel Belle-Isle-en-Terre, Loguivy-Plougras, Plougonver és Plounévez-Moëdec községekkel határos.

## Népesség
A település népességének változása:
| Lakosok száma | 126  | 105  | 81   | 80   | 66   | 69   | 69   | 67   | 69   | 74   |
|               | 1968 | 1982 | 1990 | 2006 | 2013 | 2015 | 2017 | 2019 | 2020 | 2022 |